# Lực pháp tuyến
Trong cơ học, lực ma sát tỷ lệ thuận với lực ép bề mặt. Lực mà ảnh hưởng tới lực ma sát là 1 thành phần lực vuông góc với bề mặt tiếp xúc và thường được gọi là lực pháp tuyến  Trong một số trường hợp, ví dụ như người ngồi trên ghế, lực pháp tuyến bằng với trọng lực tác dụng lên ghế nhưng nếu ta đặt vật lên 1 mặt phẳng nghiêng thì lực pháp tuyến sẽ không bằng trọng lực nữa.
Lực pháp tuyến là một trong những lực cơ bản nhất tác động lên mọi vật xung quanh ta. Trong vật lý, đây là lực quan trọng giúp giải thích và giải quyết rất nhiều bài toán.

## Công thức xác định lực pháp tuyến
Áp dụng định luật II Newton như sau:
{\displaystyle \sum F=F_{n}-F_{g}=ma} 

### Trường hợp đơn giản:
Xét một khối lập phương được đặt trên 1 bề mặt rắn.
- m là khối lượng vật rắn.

- g là gia tốc trọng trường tại nơi đặt vật rắn (đối với Trái Đất, g = 9,8Nkg-1)

- W là trọng lượng của vật.

Lực pháp tuyến có độ lớn bằng trọng lực tác động lên vật và cùng phương ngược chiều với trọng lực khi mà vật được đặt trên 1 mặt phẳng nằm ngang.
Lực pháp tuyến ở đây biểu thị lực được tạo bởi vật có về mặt rắn tạo ra để chống lại vật thể ngăn không cho nó xuyên qua bê mặt. Điều này đòi hỏi bề mặt phải đủ cứng để không bị vỡ trước trọng lực của vật tạo ra.

### Trường hợp vật trên mặt phẳng nghiêng
Khi vật thể được đặt nằm trên 1 mặt phẳng nghiêng, lực pháp tuyến vuông góc với bề mặt vật được đặt trên, Các lực tác động lên vật được phân tích như hình bên.
{\displaystyle |F_{n}|=|F_{g}|\cos(\theta )=mg\cos(\theta )}
- {\displaystyle m}là khối lượng vật rắn
- {\displaystyle g}là độ lớn gia tốc trọng trường
- {\displaystyle \theta } là góc tạo bởi mặt phẳng nghiêng và bề mặt Trái Đất theo phương nằm ngang

## Ứng dụng trong thực tế
Lực pháp tuyến xuất hiện nhiều trong cuộc sống trong đó việc thay đổi cảm giác nặng nhẹ của người khi đi thang máy là một trong những ứng dụng phổ biến nhất của lực pháp tuyến.
Đối với một người đứng trong thang máy, khi thang máy đứng yên hoặc chuyển động với vận tốc không đổi thì lực pháp tuyến sẽ cân bằng với trọng lượng của người. Tuy nhiên khi thang máy di chuyển có gia tốc lên hoặc xuống thì lực pháp tuyến thay đổi dẫn tới cảm nhận có sự thay đổi về trọng lượng của cơ thể.
- Khi thang máy tăng tốc đi xuống, lực pháp tuyến sẽ nhỏ hơn trọng lực của người khiến ta cảm giác nhẹ hơn (trọng lượng giảm đi)

- Khi thang máy tăng tốc đi lên, lực pháp tuyến sẽ tăng lên và lớn hơn so với trọng lực của người khiến ta cảm giác nặng hơn (trọng lượng tăng lên)

Dựa vào Định luật II Newton, xác định được công thức tính lực pháp tuyến
{\displaystyle |F_{n}|=m(g+a)}